# Anatatha lignea
Anatatha lignea är en fjärilsart som beskrevs av Butler 1879. Anatatha lignea ingår i släktet Anatatha och familjen nattflyn. Inga underarter finns listade i Catalogue of Life.